# Trần Văn Nam
Trần Văn Nam (sinh ngày 30 tháng 8 năm 1963) là một chính khách Việt Nam. Ông từng là Ủy viên Trung ương Đảng khóa XIII, Bí thư Tỉnh ủy Bình Dương. Ông cũng từng là Chủ tịch Ủy ban nhân dân tỉnh Bình Dương, đại biểu Quốc hội Việt Nam khóa XI, XII,, trưởng Đoàn đại biểu Quốc hội tỉnh Bình Dương khóa XIV  (được bầu Khóa XV nhưng không được xác nhận ) .

## Xuất thân
Trần Văn Nam sinh ngày 30 tháng 8 năm 1963, người dân tộc Kinh, không theo tôn giáo nào. Ông có quê quán ở xã Bình Mỹ, huyện Bắc Tân Uyên, Bình Dương.

## Giáo dục
Ông có bằng Cử nhân Luật, Cao cấp Thanh vận, Cử nhân lí luận chính trị.

## Sự nghiệp
Ngày 3/10/1986, ông gia nhập Đảng Cộng sản Việt Nam.
Ngày 30 tháng 12 năm 2014, Trần Văn Nam, Phó Chủ tịch Thường trực Ủy ban nhân dân tỉnh Bình Dương được bầu làm Chủ tịch Ủy ban nhân dân tỉnh Bình Dương, thay thế ông Lê Thanh Cung về hưu với 57/58 phiếu thuận.
Ngày 27 tháng 10 năm 2015, Đại hội Đại biểu Đảng bộ tỉnh Bình Dương lần thứ X đã công bố ông được bầu làm Bí thư Tỉnh ủy Bình Dương nhiệm kỳ 2015-2020.
Ngày 10 tháng 12 năm 2015, Hội đồng nhân dân tỉnh Bình Dương đã miễn nhiệm chức danh Chủ tịch Ủy ban nhân dân tỉnh Bình Dương đối với ông Trần Văn Nam và bầu ông Trần Thanh Liêm làm chủ tịch mới nhiệm kì 2011-2016.
Trần Văn Nam từng là Ủy viên Ban Chấp hành Trung ương Đảng Cộng sản Việt Nam, Bí thư Tỉnh ủy, Trưởng Đoàn Đại biểu Quốc hội tỉnh Bình Dương khóa 14, Ủy viên Ủy ban Pháp luật của Quốc hội.
Ông từng là Đại biểu Quốc hội Việt Nam khoá 11, khóa 12.

## Bê bối và Kỷ luật

### Không được xác nhận Tư cách đại biểu quốc hội Khóa XV
Ngày 10 tháng 6 năm 2021, Hội đồng bầu cử quốc gia bác Tư cách đại biểu quốc hội Khóa XV đối với ông Trần Văn Nam mặc dù đạt gần 81% số phiếu bầu. Theo bà Nguyễn Thị Thanh, Ủy viên Trung ương Đảng, Trưởng Ban Công tác Đại biểu, Phó Ban Tổ chức Trung ương cho biết: ông Nam vi phạm Quy định số 47 của Ban Chấp hành Trung ương Đảng về những điều đảng viên không được làm; thứ hai trong việc thực hiện chức trách, nhiệm vụ của ông Trần Văn Nam từ khi còn là Phó Chủ tịch UBND tỉnh Bình Dương, trong quyết định liên quan đến quản lý nhà nước, nhất là vấn đề về đất đai gây ra hậu quả nghiêm trọng. Đối chiếu với các quy định của pháp luật thấy ông Trần Văn Nam vi phạm pháp luật của Nhà nước gây hậu quả nghiêm trọng.

### Bị cách chức tất cả các chức vụ trong Đảng
Ngày 6/7/2021, Ngày làm việc thứ hai của Hội nghị lần thứ 3 Ban Chấp hành Trung ương Đảng khóa XIII, Ban Chấp hành Trung ương Đảng đã thảo luận, kết luận, biểu quyết, quyết định thi hành kỷ luật đồng chí Trần Văn Nam, Ủy viên Trung ương Đảng, Bí thư Tỉnh ủy, Trưởng Đoàn đại biểu Quốc hội khóa XIV tỉnh Bình Dương bằng hình thức cách chức tất cả các chức vụ trong Đảng 3 nhiệm kỳ: 2010 - 2015, 2015 - 2020 và 2020 - 2025. Ông Nam vi phạm nguyên tắc tập trung dân chủ, quy chế làm việc, làm trái chủ trương của Tỉnh uỷ và vi phạm pháp luật về quản lý, sử dụng đất đai, vốn, tài sản của Đảng, Nhà nước tại Tổng công ty Sản xuất và Xuất nhập khẩu Bình Dương (TCT 3/2); buông lỏng lãnh đạo, thiếu kiểm tra, giám sát; chỉ đạo hợp thức hoá tài liệu để che giấu vi phạm; gây thất thoát lớn tài sản, ngân sách của Đảng, Nhà nước và nhiều cán bộ, đảng viên của tỉnh vi phạm kỷ luật đảng, bị khởi tố hình sự. Ngoài ra, ông Nam chịu trách nhiệm trực tiếp khi giữ chức vụ Phó chủ tịch UBND tỉnh Bình Dương đã ký văn bản áp dụng giá đất tính thu tiền sử dụng đất, vi phạm quy định pháp luật về đất đai, gây thất thoát lớn ngân sách nhà nước; thực hiện trái chủ trương về phương án sử dụng 43 ha đất tại TCT 3/2; hợp thức việc chuyển nhượng trái phép dự án Tân Phú cho tư nhân; để Tổng công ty 3/2 đưa 145 ha đất góp vốn vào Công ty Tân Thành trái pháp luật.

### Bị kết án tù
Ngày 27-7-2021, ông Nam bị khởi tố, bị bắt tạm giam trong vụ án "vi phạm quy định về quản lý tài sản nhà nước gây thất thoát, lãng phí" xảy ra tại Tổng công ty Sản xuất - xuất nhập khẩu Bình Dương (còn gọi là Tổng công ty 3-2, doanh nghiệp vốn Tỉnh ủy Bình Dương chiếm chi phối).
Ông Trần Văn Nam bị cáo buộc có động cơ vụ lợi, để 188 ha "đất vàng" rơi vào tay tư nhân, gây thiệt hại cho Nhà nước hơn 5.000 tỷ đồng, cùng tội danh là cựu chủ tịch tỉnh Bình Dương Trần Thanh Liêm, cả hai ngày 30-8-2022 bị kết án 7 năm tù. Trong vụ án này, ông Nguyễn Văn Minh, cựu Chủ tịch HĐQT Tổng công ty SX- XNK Bình Dương, bị cáo buộc với vai trò chủ mưu, tội Vi phạm quy định về quản lý, sử dụng tài sản Nhà nước gây thất thoát và tội Tham ô tài sản, bị kết án 27 năm tù.,